# Eneco Tour 2011
Die 7. Eneco Tour fand vom 8. bis 14. August 2011 statt. Das einwöchige Rad-Etappenrennen bestand aus einem Prolog und sechs Etappen und war Teil der UCI WorldTour 2011.

## Teilnehmer
An der Eneco Tour nahmen 22 Teams teil, alle 18 UCI ProTeams waren startberechtigt. Zusätzlich wurden vier Wildcarts vergeben.
| ProTeams (18)- Ag2r La Mondiale - Astana - BMC Racing Team - Euskaltel-Euskadi - Garmin-Cervélo - HTC-Highroad - Lampre-ISD - Leopard-Trek - Liquigas-Cannondale - Omega Pharma-Lotto - Quick Step Cycling Team - Rabobank - Saxo Bank-Sungard - Katusha - Movistar Team - Team RadioShack - Sky ProCycling - Vacansoleil-DCM Professional Continental Teams (4)- Cofidis, le Crédit en Ligne - Topsport Vlaanderen-Mercator - Skil-Shimano - Veranda’s Willems-Accent |
| |

## Etappen
Die einzige Rundfahrt der UCI WorldTour 2011, die von zwei Ländern organisiert wurde, begann mit einem Prolog über 5,7 km in Amersfoort. Nach diesem Prolog wurden sechs Etappen auf niederländischem und belgischem Gebiet gefahren. Nach drei Etappen fand ein Einzelzeitfahren in Roermond in Grenznähe zu Deutschland statt. Danach gab es noch eine Etappe mit Start und Ziel in Genk in Belgien und die abschließende Etappe in den Niederlanden um Sittard-Geleen wieder an der deutschen Grenze.

### Übersicht
| Etappe | Tag        | Start–Ziel                      | Typ              | km    | Etappensieger              | Gesamtwertung              |
| ------ | ---------- | ------------------------------- | ---------------- | ----- | -------------------------- | -------------------------- |
| Prolog | 08. August | Amersfoort – Amersfoort EZF     | Einzelzeitfahren | 0 5,7 | Taylor Phinney (BMC)       | Taylor Phinney (BMC)       |
| 1.     | 09. August | Oosterhout – Sint Willebrord    | Flachetappe      | 192,1 | André Greipel (OLO)        | Taylor Phinney (BMC)       |
| 2.     | 10. August | Aalter – Ardooie                | Flachetappe      | 173,7 | André Greipel (OLO)        | Taylor Phinney (BMC)       |
| 3.     | 11. August | Heers – Andenne                 | Bergige Etappe   | 191,2 | Philippe Gilbert (OLO)     | Philippe Gilbert (OLO)     |
| 4.     | 12. August | Roermond–Roermond EZF           | Einzelzeitfahren | 014,7 | Jesse Sergent (RSH)        | Edvald Boasson Hagen (SKY) |
| 5.     | 13. August | Genk – Genk                     | Bergige Etappe   | 189,2 | Matteo Bono (LAM)          | Edvald Boasson Hagen (SKY) |
| 6.     | 14. August | Sittard-Geleen – Sittard-Geleen | Bergige Etappe   | 201,2 | Edvald Boasson Hagen (SKY) | Edvald Boasson Hagen (SKY) |